# Meridià 98 a l'est
El meridià 98 a l'est de Greenwich és una línia de longitud que s'estén des del pol Nord travessant l'oceà Àrtic, Àsia, l'oceà Índic, l'oceà Antàrtic i l'Antàrtida fins al pol Sud.
El meridià 98 a l'est forma un cercle màxim amb el meridià 82 a l'oest. Com tots els altres meridians, la seva longitud correspon a una semicircumferència terrestre, uns 20.003,982 km. Al nivell de l'Equador, és a una distància del meridià de Greenwich de 10.909 km.

## De Pol a Pol
Començant en el pol Nord i dirigint-se cap al pol Sud, aquest meridià travessa:
| Coordenades                             | País, territori o mar        | Notes |
| --------------------------------------- | ---------------------------- | --- |
| 90° 0′ N, 98° 0′ E / 90.000°N,98.000°E  | Oceà Àrtic                   | |
| 81° 41′ N, 98° 0′ E / 81.683°N,98.000°E | Rússia                       | Krai de Krasnoiarsk — Illa Komsomólets, Terra del Nord |
| 80° 38′ N, 98° 0′ E / 80.633°N,98.000°E | Mar de Làptev                | |
| 80° 6′ N, 98° 0′ E / 80.100°N,98.000°E  | Rússia                       | Krai de Krasnoiarsk — Illa de la Revolució d'Octubre, Terra del Nord |
| 78° 49′ N, 98° 0′ E / 78.817°N,98.000°E | Mar de Kara                  | |
| 76° 7′ N, 98° 0′ E / 76.117°N,98.000°E  | Rússia                       | Krai de Krasnoiarskt Óblast d'Irkutsk — des de 57° 50′ N, 98° 0′ E / 57.833°N,98.000°E Tuvà — des de 53° 17′ N, 98° 0′ E / 53.283°N,98.000°E |
| 51° 23′ N, 98° 0′ E / 51.383°N,98.000°E | Mongòlia                     | |
| 50° 53′ N, 98° 0′ E / 50.883°N,98.000°E | Rússia                       | Tuvà — per uns 5 km |
| 50° 50′ N, 98° 0′ E / 50.833°N,98.000°E | Mongòlia                     | per uns 13 km |
| 50° 43′ N, 98° 0′ E / 50.717°N,98.000°E | Rússia                       | |
| 50° 2′ N, 98° 0′ E / 50.033°N,98.000°E  | Mongòlia                     | Tuva Republic |
| 42° 41′ N, 98° 0′ E / 42.683°N,98.000°E | República Popular de la Xina | Mongòlia Interior Gansu — des de 41° 5′ N, 98° 0′ E / 41.083°N,98.000°E Qinghai — des de 38° 50′ N, 98° 0′ E / 38.833°N,98.000°E Sichuan — des de 33° 57′ N, 98° 0′ E / 33.950°N,98.000°E Tibet — des de 32° 24′ N, 98° 0′ E / 32.400°N,98.000°E |
| 28° 17′ N, 98° 0′ E / 28.283°N,98.000°E | Myanmar (Birmània)           | |
| 25° 16′ N, 98° 0′ E / 25.267°N,98.000°E | República Popular de la Xina | Yunnan |
| 24° 3′ N, 98° 0′ E / 24.050°N,98.000°E  | Myanmar (Birmània)           | |
| 19° 38′ N, 98° 0′ E / 19.633°N,98.000°E | Tailàndia                    | |
| 17° 30′ N, 98° 0′ E / 17.500°N,98.000°E | Myanmar (Birmània)           | |
| 14° 17′ N, 98° 0′ E / 14.283°N,98.000°E | Oceà Índic                   | Mar d'Andaman |
| 12° 23′ N, 98° 0′ E / 12.383°N,98.000°E | Myanmar (Birmània)           | Illes de l'Arxipèlag de Mergui, inclosa Thayawthadangyi |
| 11° 57′ N, 98° 0′ E / 11.950°N,98.000°E | Oceà Índic                   | Mar d'Andaman |
| 12° 23′ N, 98° 0′ E / 12.383°N,98.000°E | Myanmar (Birmània)           | Illes de l'Arxipèlag de Mergui |
| 11° 57′ N, 98° 0′ E / 11.950°N,98.000°E | Oceà Índic                   | Mar d'Andaman — passa a l'oest de l'illa de Bentinck Kyun, Myanmar (a 11° 49′ N, 98° 1′ E / 11.817°N,98.017°E) |
| 11° 27′ N, 98° 0′ E / 11.450°N,98.000°E | Myanmar (Birmània)           | Illes de l'Arxipèlag de Mergui |
| 11° 19′ N, 98° 0′ E / 11.317°N,98.000°E | Oceà Índic                   | Mar d'Andaman — passa a l'oest de l'illa de Lanbi Kyun, Myanmar (a 10° 53′ N, 98° 4′ E / 10.883°N,98.067°E) |
| 10° 33′ N, 98° 0′ E / 10.550°N,98.000°E | Myanmar (Birmània)           | Illes de l'Arxipèlag de Mergui |
| 10° 19′ N, 98° 0′ E / 10.317°N,98.000°E | Oceà Índic                   | Mar d'Andaman — passa a l'oest de l'illa de Zadetkyi Kyun, Myanmar (a 9° 54′ N, 98° 7′ E / 9.900°N,98.117°E) · Estret de Malaca – des de 7° 32′ N, 98° 0′ E / 7.533°N,98.000°E                                                                   |
| 4° 37′ N, 98° 0′ E / 4.617°N,98.000°E   | Indonèsia                    | Illa de Sumatra |
| 2° 14′ N, 98° 0′ E / 2.233°N,98.000°E   | Oceà Índic                   | passa a l'est de l'illa de Nias, Indonèsia (a 0° 57′ N, 97° 55′ E / 0.950°N,97.917°E) · passa a l'oest de les illes Batu, Indonèsia (a 0° 3′ S, 98° 14′ E / 0.050°S,98.233°E)                                                                    |
| 60° 0′ S, 98° 0′ E / 60.000°S,98.000°E  | Oceà Antàrtic                | |
| 65° 33′ S, 98° 0′ E / 65.550°S,98.000°E | Antàrtida                    | Territori Antàrtic Australià, reclamada per Austràlia |